# Ponte do Império (Candelária)
A Ponte do Império é uma ponte de pedra localizada na localidade de Alto Passa Sete, no interior do município brasileiro de Candelária, no Rio Grande do Sul. Foi construída entre os anos de 1879 e 1880, pelo arquiteto e imigrante alemão Carlos Himberto Puhlmann, sobre o arroio Passa-Sete, poucos metros acima de sua confluência com o rio Pardo e à margem direita desse. Sua construção sobre a estrada do Botucaraí que, pela sua importância, marcou a história do Rio Grande do Sul ao longo do século XIX. A ponte foi tombada como patrimônio histórico municipal, pelo decreto nº 29, de 2 de outubro de 1986, bem como patrimônio estadual, pela portaria 34, de 17 de maio de 2013.